# Manasseh Ishiaku
Manasseh Ishiaku (ur. 9 stycznia 1983 w Port Harcourt) – piłkarz nigeryjski grający na pozycji napastnika. Posiada także obywatelstwo belgijskie.

## Kariera klubowa
Karierę piłkarską Ishiaku rozpoczął w akademii piłkarskiej o nazwie NSW Soccer Academy. Jego pierwszym klubem w karierze był Shooting Stars FC z Ibadanu. W 1999 roku zadebiutował w jego barwach w nigeryjskiej Premier League. Na koniec sezonu spadł z nim z ligi, a następnie odszedł do Niger Tornadoes, w którym spędził jeden rok, grając na poziomie drugiej ligi Nigerii.
Jeszcze w 2000 roku Ishiaku wyjechał do Europy. Jego pierwszym klubem na tym kontynencie był belgijski drugoligowiec KSV Roeselare. Grał w nim przez dwa lata, ale nie zdołał wywalczyć awansu do pierwszej ligi, toteż latem 2002 odszedł do RAA Louviéroise. Już w 2003 roku sięgnął z nim po Puchar Belgii - przyczynił się do tego, zdobywając 2 gole w finałowym wygranym 3:1 meczu z Sint-Truidense VV. W Louviéroise grał do końca 2004 roku, a jesienią zaliczył 8 goli. Jego skuteczność spowodowała zainteresowanie strony Club Brugge, a następnie transfer do tego klubu. W Brugge nie był jednak tak skuteczny i na ogół był rezerwowym. W 2005 roku został mistrzem Belgii, a w 2007 zdobył swój drugi belgijski puchar.
13 czerwca 2007 Ishiaku podpisał 4-letni kontrakt z niemieckim MSV Duisburg. MSV zapłaciło za niego milion euro. W Bundeslidze zadebiutował 12 sierpnia w wygranym 3:1 wyjazdowym spotkaniu z Borussią Dortmund, w którym zdobył dwa gole. Łącznie w całym sezonie zaliczył 10 trafień i był najlepszym strzelcem Duisburga, który spadł z ligi.
Latem 2008 roku Manasseh przeszedł za 2 miliony euro do beniaminka Bundesligi 1. FC Köln. W 2011 roku kończył karierę w belgijskim Sint-Truidense VV.
| Sezon   | Klub              | Kraj    | Rozgrywki       | Mecze | Bramki |
| ------- | ----------------- | ------- | --------------- | ----- | ------ |
| 1999    | Shooting Stars FC | Nigeria | Premier League  | ?     | ?      |
| 2000    | Niger Tornadoes   | Nigeria | National League | ?     | ?      |
| 2000/01 | KSV Roeselare     | Belgia  | Tweede Klasse   | ?     | ?      |
| 2001/02 | KSV Roeselare     | Belgia  | Tweede Klasse   | ?     | ?      |
| 2002/03 | RAA Louviéroise   | Belgia  | Eerste Klasse   | 31    | 7      |
| 2003/04 | RAA Louviéroise   | Belgia  | Eerste Klasse   | 26    | 3      |
| 2004/05 | RAA Louviéroise   | Belgia  | Eerste Klasse   | 17    | 8      |
| 2004/05 | Club Brugge       | Belgia  | Eerste Klasse   | 13    | 1      |
| 2005/06 | Club Brugge       | Belgia  | Eerste Klasse   | 17    | 3      |
| 2006/07 | Club Brugge       | Belgia  | Eerste Klasse   | 22    | 8      |
| 2007/08 | MSV Duisburg      | Niemcy  | Bundesliga      | 25    | 10     |
| 2008/09 | 1. FC Köln        | Niemcy  | Bundesliga      | 12    | 1      |
| 2009/10 | 1. FC Köln        | Niemcy  | Bundesliga      | 15    | 0      |
| 2010/11 | 1. FC Köln        | Niemcy  | Bundesliga      | 0     | 0      |
| 2010/11 | Sint-Truidense VV | Belgia  | Eerste klasse   | 5     | 0      |

## Kariera reprezentacyjna
W reprezentacji Nigerii Ishiaku zadebiutował za kadencji Bertiego Vogtsa 14 października 2007 roku w zremisowanym 2:2 towarzyskim spotkaniu z Meksykiem.